# 新北市私立格致高級中學
鄭義燕學校財團法人新北市私立格致高級中學是一所位於新北市三重區的中等學校。創辦人鄭義燕（1921年5月28日—2016年3月11日）為福建省永春縣達埔鎮人，畢業於福建教師養成三年師專及福建學院，並於1953年及1955年先後在陽明山革命實踐研究院受訓，荷蒙先總統蔣中正之指示，並遵其父熱愛教育之遺訓，響應政府獎勵私人興學造就國家人才之號召。

## 校史
- 1962年3月，鄭義燕向台北縣教育局提出建校計劃申請創校，7月24日臺灣省臺北縣私立格致高級中學創校，設有初中部。
- 1964年，鄭義燕成為財團法人臺灣省臺北縣私立格致高級中學董事長。[1]。
- 1969年6月，設高中部及夜間補校
- 1970年，增辦日、夜間部高級部電子設備修護科及商科。
- 1986年，成立日、夜間部資訊科。
- 1989年，增設日、夜間部資料處理科。
- 2001年，由鄭女婿張國鑫接任過渡董事長[2]，隔年改由鄭義燕長子鄭經緯接任至今。
- 2013年6月，全銜更名為格致學校財團法人新北市私立格致高級中學。
- 2017年1月1日，全銜再度更名為鄭義燕學校財團法人新北市私立格致高級中等學校。[3]

## 歷任董事長
| 序號 | 姓名   | 任期          |
| ---- | ------ | ------------- |
| 1    | 鄭義燕 | 1964年—2001年 |
| 2    | 張國鑫 | 2001年—2002年 |
| 3    | 鄭經緯 | 2002年—現任   |

## 歷任校長
| 序號 | 姓名   | 任期                |
| ---- | ------ | ------------------- |
| 1    | 鄭義燕 | 1962年7月—1964年    |
| 2    | 宋及正 | 1964年—1967年       |
| 3    | 解玷臻 | 1967年—1993年9月    |
| 4    | 鄭經綸 | 1993年9月—2024年8月 |
| 5    | 蔡嘉聰 | 2024年8月—現任      |

## 校服樣式

### 國中男生
- 夏季制服：短袖上衣、短褲、黑色皮鞋、白色長襪（中統襪或長襪）、腰帶。
- 冬季制服：長袖上衣、長褲、黑色皮鞋、白色長襪、腰帶。
- 夏季運動服：短袖上衣、長褲、白色面積超過七成的鞋、白色長襪。
- 冬季運動服：長袖上衣、長褲、白色面積超過七成的鞋、白色長襪。

### 國中女生
- 夏季制服：短袖上衣、全黑百褶裙、黑皮鞋、白襪（中統襪或長襪）、腰帶。
- 冬季制服：長袖上衣、長褲、黑皮鞋、白襪、腰帶。
- 夏季運動服：短袖上衣、長褲、白鞋、白襪。
- 冬季運動服：長袖上衣、長褲、白鞋、白襪。

### 高中（職）男生
- 夏季制服：短袖上衣、長褲、黑皮鞋、白襪、腰帶。
- 冬季制服：長袖上衣、長褲、黑皮鞋、白襪、腰帶、領帶。
- 夏季運動服：短袖上衣、長褲、白鞋、白襪。
- 冬季運動服：長袖上衣、長褲、白鞋、白襪。

### 高中（職）女生
- 夏季制服：短袖上衣、全黑百褶裙、黑皮鞋、白襪（中統襪或長襪）、腰帶。
- 冬季制服：長袖上衣、百褶裙、黑皮鞋、黑色長襪、蝴蝶結。
- 夏季運動服：短袖上衣、長褲、白鞋、白襪。
- 冬季運動服：長袖上衣、長褲、白鞋、白襪。

## 新聞報導
- 外籍師教學、上課用蘋果電腦　格致中學挨轟騙很大

格致中學於2014年10月底拍攝了一片招生廣告。內容表示學生人手一台IPad，校方添購Mac，聘請外籍老師等。均引起校內外學生反感。
- 格致中學 開機器人課玩科學

為打造正式教學場域，校方投入逾300萬元購置設備，並斥資100萬元建起「樂高機器人教室」，預計再砸百萬補充40組。蔡嘉聰指出，樂高機器人1組要價2萬元，再加1枚數千元的感應器，極少學校能負擔，格致為新北市唯一。
- 學生連署反髮禁 格致：不服就轉學

格致學生近日成立反髮禁協會，並以「頭髮是格致學生的，請把頭髮自主權還給格致學生！」為名發起連署，但人本教育基金會指出，校方作風相當強硬，曾發生有數個班級的連署書被校方強制沒收事件，甚至有老師脫口說出：「要人權就不要讀格致，讀格致就沒有人權，要人權就轉學！」。

## 外部連結
- 格致高級中學 （页面存档备份，存于）
- 創辦人暨董事長鄭義燕先生簡介